# آ تیماسگار
آ تیماسگار (به لاتین: A. Timmasagar) یک روستا در هند است که در کارناتاکا واقع شده‌است.